# Дитрих фон Альтена-Изенберг
Дитрих фон Альтена-Изенберг (нем. Dietrich von Altena-Isenberg; ок. 1215—1299) — основатель рода графов фон Лимбург (Limburg an der Lenne).
Сын Фридриха фон Изенберга. После казни отца воспитывался при дворе дяди — герцога Генриха IV Лимбургского.

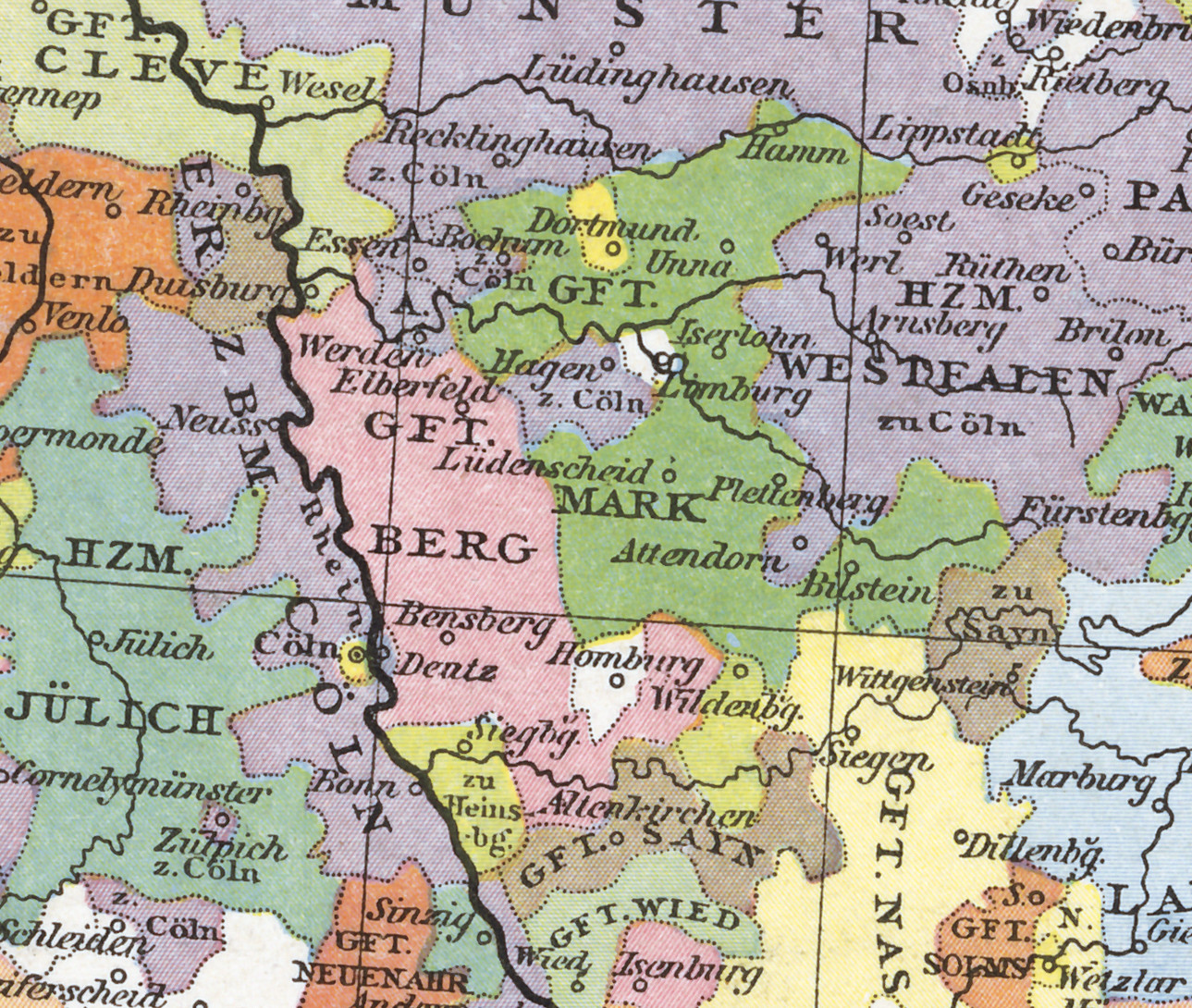
Графство Лимбург (в центре белым)

В 1240 году предъявил права на владения отца, захваченные «как бесхозные» графом Адольфом I фон дер Марк. При поддержке дяди собрал вооружённый отряд и в 1242 году занял территорию на берегу реки Ленне, на которой построил замок Лимбург. Этот замок передал Генриху IV Лимбургскому, чтобы получить назад уже в качестве лёна.
В 1243 году решением суда получил небольшую часть бывших отцовских владений — территорию между реками Ленне, Рур и Фольме. Так было основано графство Лимбург (Limburg an der Lenne), хотя сам Дитрих до конца жизни именовал себя графом Изенбергским.
Жена — Адельгейда фон Зайн (ум. 1297), дочь графа Иоганна I фон Шпонгейм-Штаркенбург-унд-Зайн. Дети:
- Генрих
- Иоганн (до 1246 — до 1277)
- Эберхард (1252 — 17 июня 1304)
- Елизавета (до 1253—1311)
- София
- Адельгейда